# توماس رونجن
توماس رونجن (بالهولندية: Thomas Rongen) (31 أكتوبر 1956 بأمستردام في هولندا - ) هو مدرب كرة قدم ولاعب كرة قدم هولندي في مركز الوسط. لعب مع أياكس أمستردام ولوس أنجلوس أزتكس وواشنطن ديبلومتس وMinnesota Strikers ‏ وFort Lauderdale Strikers (1988–1994) ‏ وAmsterdamsche FC ‏ وفورت لودردال صن ‏ وHouston Dynamos ‏ وفورت لودردايل سترايكرز وشيكاغو ستينغ.